# باگاس (ژیروند)
باگاس (به فرانسوی: Bagas) یک کمون (فرانسه) در فرانسه است که در canton of La Réole واقع شده‌است. باگاس ۳٫۶۳ کیلومتر مربع مساحت دارد ۳۰ متر بالاتر از سطح دریا واقع شده‌است.